# Bättre sent än aldrig
Bättre sent än aldrig är ett svenskt kombinerat reseprogram och dokusåpa för TV som kommer att sändas på Kanal 5 och Discovery+ med start den 6 september 2023. Den svenska upplagan är baserad på det amerikanska TV-programmet Better Late Than Never från 2016, som i sin tur är baserad på det sydkoreanska TV-programmet Grandpas Over Flowers. Serien produceras av Nexiko med Patrik Vestman som producent. 

## Handling
I serien deltar fyra äldre kändisar på en resa där de besöker olika delar på jorden. Som guide deltar den i sammanhanget något yngre Peter Magnusson. Bland platserna som de besöker kan Marocko, Sicilien och de skotska högländerna nämnas. På varje plats ska de även genomföra olika uppdrag likt en "bucket list".

## Medverkande
- Claes Malmberg
- Thomas Ravelli
- Harald Treutiger
- Kjell Bergqvist
- Peter Magnusson